# Gemini Scopuli
I Gemini Scopuli sono una struttura geologica della superficie di Marte.